# Magnus Samuelsson
Karl Magnus Samuelsson (21 december 1969) is een Zweeds acteur en voormalig professioneel krachtsporter, die negen keer de Sterkste Man van Zweden was. Hij eindigde vijfmaal in de top drie van de Sterkste Man van de Wereld, waarvan eenmaal, op het kampioenschap van 1998 in Marokko, op het hoogste podium.
Magnus Samuelsson is de zoon van een Zweeds kampioen armdrukken. Dertien keer kwalificeerde hij zich voor de Sterkste Man van de Wereld, een record. Daarvan bereikte hij tien keer de finale, eveneens een record, dat hij deelt met de Litouwse Žydrūnas Savickas. Samuelssons echtgenote Kristin won de titel Sterkste Vrouw van Zweden in zowel 1997 als 1998. Zijn jongere broer Torbjörn was in 1998 en 2002 de Sterkste Man van Zweden.

## Krachtsporter

### Fysiek
- Gewicht: 160 kg
- Lengte: 200 cm
- Borst: 160 cm
- Middel: 104 cm
- Biceps: 60 cm

### Persoonlijke records
- Squat: 375 kg – 1 rep
- Bench press: 270 kg – 2 reps
- Deadlift: 350 kg

### Eerste plaats
- 1995: Sterkste Man van Zweden
- 1996: Sterkste Man van Zweden
- 1997: Sterkste Man van Zweden
- 1997: Glasgow Open
- 1998: Faeröer GP
- 1998: Sterkste Man van de Wereld
- 1998: World Strongman Challenge
- 1999: Beauty and the Beast
- 1999: Sterkste Man van Zweden
- 1999: Tsjechië GP
- 2000: China GP
- 2000: Ierland GP
- 2000: Polen GP
- 2000: Roemenië GP
- 2000: Sterkste Man van Zweden
- 2001: Beauty and the Beast
- 2001: Sterkste Man van Zweden
- 2001: Stockholm GP
- 2001: World Strongman Super Series
- 2003: Sterkste Man van Zweden
- 2004: Sterkste Man van Zweden
- 2004: Superseries GP Göteborg
- 2005: Sterkste Man van Zweden
- 2008: Battle of the Giants

## Acteur
Als acteur speelde Samuelsson in onder andere Arne Dahl, The Last Kingdom en Black Lotus.